# Wind
 For alternative betydninger, se Wind (flertydig).
Wind er et topografisk efternavn af engelsk oprindelse, for en der boede i nærheden af en sti, gyde eller vej.  Det er mest populært i det nordøstlige England, især i Newcastle upon Tyne og Sunderland. Efternavnet er også udbredt i Holland og Danmark.
Det har flere staveformer, herunder Waind, Wind, Wynd, Wain og Wean.

## Oprindelser
Vinden stammer fra det gamle engelske "gewind" fra før det 7. århundrede. Den beskriver enten en person, der boede i et særligt blæsende område som det nordøstlige England, eller en "snoet" vej. I middelalderen blev Vind muligvis givet til en hurtig løber eller bud.

## Nævneværdige personer med efternavnet
- Alex Wind (født 2001), amerikansk studenteraktivist
- Carsten Wind (født 1950), dansk guitarist
- Cornelis Wind (1867-1911), hollandsk fysiker
- Diana Wind (1957), hollandsk kunsthistoriker
- Dorothy Wind, amerikansk baseballspiller
- Edmund De Wind (1883–1918), canadisk krigshelt
- Edgar Wind (1900–1971), britisk kunsthistoriker
- Hans Wind (1919–1995), finsk krigshelt
- Hans Christian Wind (født 1932), dansk teolog
- Harmen Wind (1945-2010), hollandsk digter
- Henning Wind (1937), dansk sømand
- John Wind (1819-1863), engelsk arkitekt
- Jonas Wind (født 1999), dansk fodboldspiller
- Kim Wind (født 1957), dansk roer
- Marlene Wind (født 1963), dansk videnskabsmand
- Per Wind (født 1955), dansk fodboldspiller
- Per Wind (født 1947), dansk roer
- Pierre Wind (født 1965), hollandsk kok
- Stefanie Wind, amerikansk lingvist[5]
- Susie Wind (født 1968), amerikansk kunstner
- Tommy Wind, amerikansk illusionist
- Torben Wind (født 1960), dansk videnskabsmand
- Willie Wind (1913-1995), amerikansk kunstner